# Kabinett Aho
Das Kabinett Aho war das 65. Kabinett in der Geschichte Finnlands. Es wurde am 26. April 1991 vereidigt und amtierte bis zum 13. April 1995.  Beteiligte Parteien waren Zentrumspartei (KESK), Nationale Sammlungspartei (KOK), Schwedische Volkspartei (RKP) und Christlicher Bund (SKL).
Bei der Parlamentswahl 1991 verloren die konservative Sammlungspartei von Ministerpräsident Holkeri und die mitregierenden Sozialdemokraten (SDP) an Stimmen und die Zentrumspartei wurde stärkste Partei. Daraufhin bildete der mit der Regierungsbildung betraute Vorsitzende der Zentrumspartei, Esko Aho, eine bürgerliche Koalitionsregierung, der neben den bereits an der Vorgängerregierung beteiligten Sammlungspartei und Schwedischer Volkspartei auch der Christliche Bund angehörten. Am 15. Juni 1994 verließ die SKL, die gegen eine Beitritt zur Europäischen Union war, die Regierung. Bei der Parlamentswahl 1995 verlor die Zentrumspartei 15 ihrer 55 Sitze und eine neue Regierung unter Führung der Sozialdemokraten wurde gebildet.

## Außenpolitik
Nach dem Zusammenbruch der Sowjetunion, 1991, kam es zu einer Neuorientierung der finnischen Außenpolitik. Der im Jahre 1948 geschlossene finnisch-sowjetische Beistandpankt wurde 1992 aufgelöst und durch einen Freundschaftspakt ersetzt.
Nachdem die EFTA-Mitglieder Österreich und Schweden den Beitritt in die EWG beantragt hatten, erklärte im März 1992 die finnische Regierung mit Zustimmung des Parlaments die Bereitschaft zu Beitrittsverhandlungen mit der EWG. Nach Abschluss der Verhandlungen wurde am 16. Oktober 1994 ein Referendum abgehalten, bei dem sich 57 % für einen Beitritt aussprachen. Der Beitritt wurde am 1. Januar 1995 vollzogen.

## Innenpolitik
Die Regierungszeit des Kabinetts Aho war von einer schweren Wirtschaftskrise geprägt. Die Regierung reagierte mit Ausgabenkürzungen vor allem im Sozial- und Gesundheitsbereich. Die finnische Notenbank beendet im September 1992 die Bindung der Finnmark an den  EWS, was zu einer starken Abwertung der finnischen Währung führte. In den Jahren 1991 und 1992 schrumpfte das BIP um 7,1 bzw. 4 % und die Arbeitslosigkeit stieg im Juli 1993 bis auf 20,1 % an. Die Regierung führte Abgaben für Arzt- und Schulbesuche ein und erhöhte die Steuern auf Benzin. Für Personen mit einem Jahreseinkommen von über 100.000 Finnmark wurde eine unverzinste Zwangsanleihe eingeführt.

## Minister
| Ressort                                             | Name                     | Partei     | Amtszeitbeginn   | Amtszeitende     |
| --------------------------------------------------- | ------------------------ | ---------- | ---------------- | ---------------- |
| Ministerpräsident                                   | Esko Aho                 | KESK       | 26. April 1991   | 13. April 1995   |
| Stellvertretender Ministerpräsident                 | Ilkka Kanerva            | KOK        | 26. April 1991   | 23. August 1991  |
| Stellvertretender Ministerpräsident                 | Pertti Salolainen        | KOK        | 23. August 1991  | 13. April 1995   |
| Äußeres                                             | Paavo Väyrynen           | KESK       | 26. April 1991   | 5. Mai 1993      |
| Äußeres                                             | Heikki Haavisto          | KESK       | 5. Mai 1993      | 3. Februar 1995  |
| Äußeres                                             | Paavo Rantanen           | unabhängig | 3. Februar 1995  | 13. April 1995   |
| Minister im Außenministerium                        | Toimi Kankaanniemi       | SKL        | 26. April 1991   | 28. Juni 1994    |
| Minister im Außenministerium                        | Pertti Salolainen        | KOK        | 26. April 1991   | 13. April 1995   |
| Minister im Außenministerium                        | Kauko Juhantalo          | KESK       | 3. Mai 1991      | 3. August 1992   |
| Minister im Außenministerium                        | Pekka Tuomisto           | KESK       | 3. August 1992   | 31. Juli 1993    |
| Minister im Außenministerium                        | Seppo Kääriäinen         | KESK       | 1. August 1993   | 13. April 1995   |
| Justiz                                              | Hannele Pokka            | KESK       | 26. April 1991   | 30. April 1994   |
| Justiz                                              | Anneli Jäätteenmäki      | KESK       | 1. Mai 1994      | 13. April 1995   |
| inneres                                             | Mauri Pekkarinen         | KESK       | 26. April 1991   | 13. April 1995   |
| Verteidigung                                        | Elisabeth Rehn           | RKP        | 26. April 1991   | 1. Januar 1995   |
| Verteidigung                                        | Jan-Erik Enestam         | RKP        | 2. Januar 1995   | 13. April 1995   |
| Finanzen                                            | Iiro Viinanen            | KOK        | 26. April 1991   | 13. April 1995   |
| Minister im Finanzministerium                       | Ilkka Kanerva            | KOK        | 26. April 1991   | 13. April 1995   |
| Bildung                                             | Riitta Uosukainen        | KOK        | 26. April 1991   | 11. Februar 1994 |
| Bildung                                             | Olli-Pekka Heinonen      | KOK        | 11. Februar 1994 | 13. April 1995   |
| Ministerin im Bildungsministerium                   | Tytti Isohookana-Asunmaa | KESK       | 26. April 1991   | 13. April 1995   |
| Land- und Forstwirtschaft                           | Martti Pura              | KESK       | 26. April 1991   | 12. April 1994   |
| Land- und Forstwirtschaft                           | Mikko Pesälä             | KESK       | 12. April 1994   | 13. April 1995   |
| Verkehr                                             | Ole Norrback             | RKP        | 26. April 1991   | 13. April 1995   |
| Handel und Industrie                                | Kauko Juhantalo          | KESK       | 26. April 1991   | 3. August 1992   |
| Handel und Industrie                                | Pekka Tuomisto           | KESK       | 3. August 1992   | 31. Juli 1993    |
| Handel und Industrie                                | Seppo Kääriäinen         | KESK       | 1. August 1993   | 13. April 1995   |
| Minister im Ministerium für Handel und Industrie    | Pertti Salolainen        | KOK        | 26. April 1991   | 13. April 1995   |
| Soziales und Gesundheit                             | Eeva Kuuskoski           | KESK       | 26. April 1991   | 24. April 1992   |
| Soziales und Gesundheit                             | Jorma Huuhtanen          | KESK       | 24. April 1992   | 13. April 1995   |
| Minister im Ministerium für Soziales und Gesundheit | Toimi Kankaanniemi       | SKL        | 26. April 1991   | 28. Juni 1994    |
| Minister im Ministerium für Soziales und Gesundheit | Hannele Pokka            | KESK       | 3. Mai 1991      | 17. Mai 1991     |
| Minister im Ministerium für Soziales und Gesundheit | Elisabeth Rehn           | RKP        | 17. Mai 1991     | 1. Januar 1995   |
| Minister im Ministerium für Soziales und Gesundheit | Jan-Erik Enestam         | RKP        | 2. Januar 1995   | 13. April 1995   |
| Arbeit                                              | Ilkka Kanerva            | KOK        | 26. April 1991   | 13. April 1995   |
| Umwelt                                              | Sirpa Pietikäinen        | KOK        | 26. April 1991   | 13. April 1995   |
| Ministerin im Umweltministerium                     | Pirjo Rusanen            | KOK        | 26. April 1991   | 2. Januar 1995   |
| Ministerin im Umweltministerium                     | Anneli Taina             | KOK        | 2. Januar 1995   | 13. April 1995   |